# Geneva Open 2017 - Qualificazioni singolare
Le qualificazioni del singolare del Geneva Open 2017 sono state un torneo di tennis preliminare per accedere alla fase finale della manifestazione. I vincitori dell'ultimo turno sono entrati di diritto nel tabellone principale. In caso di ritiro di uno o più giocatori aventi diritto a questi sono subentrati i lucky loser, ossia i giocatori che hanno perso nell'ultimo turno ma che avevano una classifica più alta rispetto agli altri partecipanti che avevano comunque perso nel turno finale.

## Teste di serie
1. Miša Zverev (qualificato)
2. Marco Chiudinelli (ultimo turno)
3. Petr Michnev (ultimo turno)
4. José Hernández-Fernández (primo turno)

1. Matteo Berrettini (primo turno)
2. Pere Riba (primo turno, ritirato)
3. Daniel Altmaier (qualificato)
4. André Ghem (primo turno, ritirato)

## Qualificati
1. Miša Zverev
2. Roberto Marcora

1. Daniel Altmaier
2. Franko Škugor

### Lucky loser
1. Cedrik-Marcel Stebe

## Tabellone qualificazioni

### Legenda
| - Q = Qualificato - WC = Wild card - LL = Lucky loser | - ALT = Alternate - SE = Special Exempt - PR = Protected Ranking | - w/o = Walkover - r = Ritirato - d = Squalificato |

### Sezione 1
|  | Primo turno | Primo turno   | Primo turno   | Primo turno | Primo turno |  |  | Ultimo turno | Ultimo turno | Ultimo turno | Ultimo turno | Ultimo turno |  |
|  |             |               |               |             |             |  |  |              |              |              |              |              |  |
|  | 1           | Miša Zverev   | Miša Zverev   | 6           | 6           |  |  |              |              |              |              |              |  |
|  | WC          | Louis Wessels | Louis Wessels | 1           | 4           |  |  | 1            | Miša Zverev  | 6            | 6            | 7            |  |
|  | PR          | Tim Pütz      | Tim Pütz      | 2           |             |  |  | PR           | Tim Pütz     | 3            | 7            | 5            |  |
|  | 8           | André Ghem    | André Ghem    | 1           | r           |  |  |              |              |              |              |              |  |

### Sezione 2
|  | Primo turno | Primo turno       | Primo turno       | Primo turno | Primo turno |  |  | Ultimo turno | Ultimo turno      | Ultimo turno      | Ultimo turno | Ultimo turno |  |
|  |             |                   |                   |             |             |  |  |              |                   |                   |              |              |  |
|  | 2           | Marco Chiudinelli | Marco Chiudinelli | 7           | 7           |  |  |              |                   |                   |              |              |  |
|  |             | Alejandro Falla   | Alejandro Falla   | 5           | 63          |  |  | 2            | Marco Chiudinelli | Marco Chiudinelli | 4            | 1            |  |
|  | PR          | Roberto Marcora   | Roberto Marcora   | 3           |             |  |  | PR           | Roberto Marcora   | Roberto Marcora   | 6            | 6            |  |
|  | 6           | Pere Riba         | Pere Riba         | 0           | r           |  |  |              |                   |                   |              |              |  |

### Sezione 3
|  | Primo turno | Primo turno           | Primo turno           | Primo turno | Primo turno |  |  | Ultimo turno | Ultimo turno    | Ultimo turno    | Ultimo turno | Ultimo turno |  |
|  |             |                       |                       |             |             |  |  |              |                 |                 |              |              |  |
|  | 3           | Petr Michnev          | Petr Michnev          | 6           | 6           |  |  |              |                 |                 |              |              |  |
|  | WC          | Raphael Baltensperger | Raphael Baltensperger | 2           | 4           |  |  | 3            | Petr Michnev    | Petr Michnev    | 2            | 4            |  |
|  | PR          | Alexander Ward        | Alexander Ward        | 4           | 3           |  |  | 7            | Daniel Altmaier | Daniel Altmaier | 6            | 6            |  |
|  | 7           | Daniel Altmaier       | Daniel Altmaier       | 6           | 6           |  |  |              |                 |                 |              |              |  |

### Sezione 4
|  | Primo turno | Primo turno              | Primo turno | Primo turno | Primo turno |  |  | Ultimo turno | Ultimo turno        | Ultimo turno | Ultimo turno | Ultimo turno |  |
|  |             |                          |             |             |             |  |  |              |                     |              |              |              |  |
|  | 4           | José Hernández-Fernández | 6           | 4           | 3           |  |  |              |                     |              |              |              |  |
|  |             | Cedrik-Marcel Stebe      | 2           | 6           | 6           |  |  |              | Cedrik-Marcel Stebe | 5            | 7            | 63           |  |
|  |             | Franko Škugor            | 1           | 6           | 6           |  |  |              | Franko Škugor       | 7            | 5            | 7            |  |
|  | 5           | Matteo Berrettini        | 6           | 3           | 2           |  |  |              |                     |              |              |              |  |